# Герофарм
«Герофарм» — российская фармацевтическая компания, входит в ТОП-20 ведущих российских фармацевтических производителей.
Направления деятельности: неврология, эндокринология, офтальмология. Имеет представительства в 77 субъектах Российской Федерации и 5 странах мира. Среднегодовой темп роста выручки в период 2010—2014 гг. достиг 20 % .
Осуществляет проекты по Федеральным целевым программам Министерства Промышленности и Торговли РФ и Министерства образования и Науки РФ.
В рамках реализации программы «Фарма-2020» компанией «Герофарм» запущено единственное в России промышленное производство генно-инженерного инсулина полного цикла от синтеза субстанции до выпуска готовой лекарственной формы в г. Оболенск (Московская область).С 2021 году на этом же заводе запущено производство вакцины от коронавируса «ЭпиВакКорона».
Подразделения «Герофарм»:
- ООО «Герофарм» — головная компания — производство и дистрибуция лекарственных препаратов;
- ОАО «Герофарм-био» (ранее «Национальные биотехнологии») — современное биотехнологическое GMP производство полного цикла;
- ЗАО «Фарм-Холдинг» — R&D подразделение: полный цикл разработки лекарственных препаратов: от молекулы до регистрации[10]. Расположен в Особой Экономической Зоне «Нойдорф».

## История
- В 2001 году компания начала свою работу как небольшая группа единомышленников. Деятельность компании началась с выпуска препаратов Кортексин и Ретиналамин.
- В 2003 году «Герофарм» стал стратегическим партнером ОАО «Национальные биотехнологии» (сейчас — «Герофарм-Био») — первого в России промышленного производителя генно-инженерных инсулинов человека полного цикла и эксклюзивным дистрибьютором препарата Ринсулин[11].
- В 2006 году — было открыто представительство компании на Украине.
- В 2008 году «Герофарм» становится членом Ассоциации российских фармацевтических производителей (АРФП)[12].
- В 2010 году в рамках XIV Петербургского международного экономического форума между Правительством Санкт-Петербурга и «Герофарм» было подписано инвестиционное соглашение о строительстве фармацевтического комплекса в Пушкине[13].
- В 2010 году компания вступает в Российскую Торгово-промышленную палату[14].
- В 2011 году компания разработала новый продукт — ГЭБ ИФА Тест — диагностический набор, предназначенный для определения степени повреждения мозга и центральной нервной системы при черепно-мозговых травмах. Сегодня набор поставляется в ведущие научные центры страны.
- В 2011 году были открыты представительства компании в Беларуси и Казахстане, в 2012 — в Грузии. Сегодня компания и препараты зарегистрированы в 13 странах СНГ и ближнего зарубежья[15].
- В декабре 2011 года в ОЭЗ «Санкт-Петербург» (площадка «Нойдорф») состоялось открытие R&D-центра компании «Фарм-Холдинг» (входит в группу компаний «Герофарм»)[16]. Научно-исследовательский центр специализируется на разработке лекарственных препаратов по принципу полного цикла: от синтеза молекул до разработки готовой лекарственной формы, а также организует проведение доклинических и клинических исследований.
- В 2012 году компания «Национальные биотехнологии» входит в группу компаний «Герофарм», как предприятие, занимающееся разработкой и производством биотехнологических препаратов, и получает название «Герофарм-Био». В этом же году компания становится резидентом биофармкластера «Северный»[17].
- В 2013 году «Герофарм» завершил проект по строительству нового производственного комплекса ОАО «Герофарм-Био» в Серпуховском районе Московской области (п. Оболенск). Здесь осуществляется выпуск препаратов для лечения сахарного диабета[18].
- 2014 г — «Герофарм» получает российский сертификат GMP[19]. Специалисты «Герофарм» аттестованы Минздравом России в качестве уполномоченных лиц производителей лекарственных средств для медицинского применения[20].
- В ноябре 2018 года в Санкт-Петербурге открыт новый завод по производству субстанций инсулина. Общая площадь производства — 11 000 кв. м. Автоматизация производства 90 %. Инвестиции в строительство составили 3,3 млрд руб. В открытии принял участие президент России Владимир Путин.[21]
- В октябре 2023 года компания  получила регистрационное удостоверение на выпуск ультракороткого инсулина «РинФаст Ник» с действующим веществом инсулин аспарт для больных сахарным диабетом. Этот препарат является аналогом препарата «Фиасп» датской компании Novo Nordisk[22].

## Расположение
Центральный офис группы компаний «Герофарм» находится в Санкт-Петербурге по адресу: Дегтярный переулок, дом 11Б, административно-деловой квартал «Невская Ратуша».

## Продукция
- Кортексин / неврология
- Кортексин для детей / неврология
- Леветинол / Неврология
- Мемантинол / Неврология (группа Мемантин)
- Пинеамин / Женское здоровье
- Прегабалин / неврология
- Ретиналамин / офтальмология
- Ринсулин Р / эндокринология (инсулин короткого действия)
- Ринсулин НПХ / эндокринология
- С 2021 года — пептидная вакцина «ЭпиВакКорона»[24]
- В 2023 году «Герофарм» зарегистрировал под брендом «Семавик» первый российский аналог препарата «Оземпик» датской Novo Nordisk.[25]

## Социальные программы
- Благотворительный фонд «Молодой Гиппократ», под эгидой которого проводятся конкурсы исследований в области фармацевтики[26].
- Поддержка Химико-Олимпийских игр, организованных Санкт-Петербургской Государственной Химико-Фармацевтической академией. В 2012 году «Герофарм» стал спонсором II Всероссийской научной конференции «Молодая фармация — потенциал будущего». В январе 2013 года компания поддержала Всероссийскую студенческую фармацевтическую олимпиаду в Казани[27].
- В ноябре 2012 года в Серпухове проведён «День диабета». В рамках мероприятия состоялась конференция «Диабет: лучше знать заранее!», была проведена бесплатная диагностика уровня сахара в крови, которую прошли более 200 человек[28].
- Начиная с 2010 года, «Герофарм» совместно с компанией Pfizer ежегодно проводит ряд мероприятий в рамках Всемирной недели борьбы с глаукомой[29].
- В 2013 году компания инициирует создание фотопроекта «Диабет в лицах», первая презентация которого состоялась на открытии завода «ГЕРОФАРМ-Био»[30].
- В 2014 году запущен международный конкурс «Диабет: кадры моей активной жизни» как продолжение социальной истории «Диабет в лицах»[31].
- В 2015 году прошла презентация социальной книги «Моя новая страница», в которой собраны истории реальных людей, столкнувшихся с диагнозом «диабет». которые смогли найти смысл жить в новой реальности[32].

## Награды и достижения
- 2010 г. — резидент фармацевтического кластера Санкт-Петербурга[13].
- 2012 г. — резидент биофармацевтического кластера «Северный» в Московской области[17].
- Одна из самых динамично развивающихся компаний — «Лучшие российские предприятия. Динамика, эффективность, ответственность — 2011»[33].
- Вошел в ТОП-10 российских компаний по результатам рейтинга «ТехУспех» в 2013 году[34].